# 瓦洛特冰川
67°18′S 67°30′W / 67.300°S 67.500°W
瓦洛特冰川是南極洲的冰川，位於葛拉漢地的阿羅史密斯半島，最終在路易斯峰以南注入洛伯夫灣，該冰川根據英國的測量和空中照片被繪入地圖，以法國冰川學家命名。